# Bäckenfraktur
Bäckenfraktur är en fraktur i bäckenet (pelvis). Drabbade äldre har ofta benskörhet, och skadan uppstår då oftast efter ett lättare trauma (exempelvis fall). Hos yngre är bäckenfrakturer mindre vanliga, och förekommer då främst vid högenergitrauman, såsom bilolyckor eller arbetsrelaterade olyckor.
Bäckenfrakturer är antingen stabila eller instabila. Är frakturen instabil innebär det att en del av bäckenet sitter löst och kan röra sig, vilket kan medföra allvarliga skador på inre organ/vävnad. I samband med skadan eller till följd av skadan kan det uppstå allvarliga blödningar, nervskador (i synnerhet i ischiasnerven), skada på urinblåsan, skada på urinvägarna, skada i rektum och/eller skada i vagina.
Bäckenfrakturer behandlas antingen konservativt (icke-kirurgiskt) eller kirurgiskt. Vid stabila bäckenfrakturer räcker det oftast med konservativ behandling. Adekvat smärtlindring i samband med tidig mobilisering och rehabilitering är viktigt för att undvika komplikationer såsom lunginflammation, djup ventrombos, urinvägsinfektion, trycksår, etc.